# 安田信二
安田 信二（やすだ しんじ、1962年1月14日 - ）は、日本の作曲家、作詞家、編曲家、レコーディング・エンジニア、歌手、ドラマー、マルチプレイヤー、ラジオパーソナリティ。BANANAS（バナナス）のメンバー、「魅惑の音楽団」主宰。アーティストとしては、安田しん二の名前で活動する事もある。バナナスの前身のバンド、ミラクルシャドウ時代はミラクルタロウと名乗っていた。
2023年にデビューしたクラシック・ロック・ジャズと雅楽等をミックスさせたバンド「GEMBI」（ゲンビ）のリーダーを務めた。
東京都生まれ、湘南育ち。

## 楽曲提供
- 浅香唯
「ひとり」 作詞：穂早菜、作曲・編曲：安田信二
「Ring Ring Ring」 作詞：YUI、作曲・編曲：安田信二
- 嵐
「二人の記念日」 作詞・作曲・編曲：安田信二
- かとうれいこ
「Get Back HEAVEN」 作詞：森浩美、作曲・編曲：安田信二
- GREEN FIELDS
「春は来る」 作詞：前田たかひろ、作曲・編曲：安田信二
- 黒沢律子
「愛してなんかいない」 作詞：斉藤美和子、作曲・編曲：安田信二
- 合谷羊生
「ありのままあるように」 作詞：田辺智沙、作曲：安田信二、編曲：是永巧一
「いつだって君を想ってる」 作詞：工藤哲雄、作曲：安田信二、編曲：根岸貴幸
- 小山水城
「Secret Blue」 作詞：松葉美保、作曲：安田信二、編曲：古川貴司・原一博
「Once」 作詞：松葉美保、作曲：安田信二、編曲：Orbits
- 少年隊
「HEAVEN」 作詞：覚和歌子、作曲：安田信二、編曲：寺田創一
「Baby Baby Baby」作詞：久和カノン、作曲：安田信二、編曲：岩崎文紀
- SMAP
「朝日を見に行こうよ」 作詞･作曲:安田信二、編曲：CHOKKAKU
「君がいない」 作詞：森浩美、作曲：安田信二、編曲：長岡成貢
「うまくいかない」 作詞：小倉めぐみ、作曲・編曲：安田信二
- 田村英里子
「少女でいられたら」 作詞：刈野奈代、作曲：安田信二、編曲：千住明
- 中野理絵
「天使のカウントダウン」 作詞：覚和歌子、作曲・編曲：安田信二
「WARIKAN」 作詞：小西敦子、作曲・編曲：安田信二
「MIS-KISS」 作詞：谷亜ヒロコ、作曲・編曲：安田信二
「ああ、カンチガイ」 作詞：谷亜ヒロコ、作曲・編曲：安田信二
- 久松史奈
「そっとI THINK SO」 作詞：久松史奈、作曲・編曲：安田信二
「ROSE MARY」 作詞：久松史奈、作曲：安田信二、編曲：村上啓介
「WONDERLAND」 作詞：久松史奈、作曲・編曲：安田信二
「SMILE」 作詞：久松史奈、作曲：安田信二、編曲：瀬尾一三
- MATCHY with QUESTION?
「目覚めろ!野性」 作詞：TAKESHI、作曲・編曲：安田信二
- 森川美穂
「あの夏を忘れない」 作詞：森川美穂、作曲：安田信二、編曲：松本晃彦
- 森高千里
「ALONE」 作詞：森高千里、作曲・編曲：安田信二
「LET ME GO」 作詞：伊秩弘将・森高千里、作曲：安田信二、編曲：山本琢巳
「道」 作詞：森高千里、作曲：安田信二、編曲：斉藤英夫
「友達」 作詞：森高千里、作曲：斉藤英夫・安田信二、編曲：斉藤英夫
「いつまでも」 作詞：森高千里、作曲：安田信二、編曲：斉藤英夫
- 井上晴美
「井上晴美の「危機一発」」 作詞：水野有平、作曲・編曲：安田信二

## ラジオ番組「安田しん二の奇跡の軽音楽」
『安田しん二の奇跡の軽音楽』（やすだしんじのきせきのけいおんがく）は、静岡エフエム放送（K-mix）で1998年4月5日から放送中のラジオ番組。
アナログ音楽を中心にマニアックな選曲で構成する洋楽番組。
変遷
- 2010年3月26日まで
「BANANASの奇跡の軽音楽」として、金曜27:00-28:00
- 2010年4月3日以降
「安田しん二の奇跡の軽音楽」として、土曜27:00-28:00

ゲスト
- 2013年4月6日 - 坂崎幸之助